# 2016年3月9日の日食

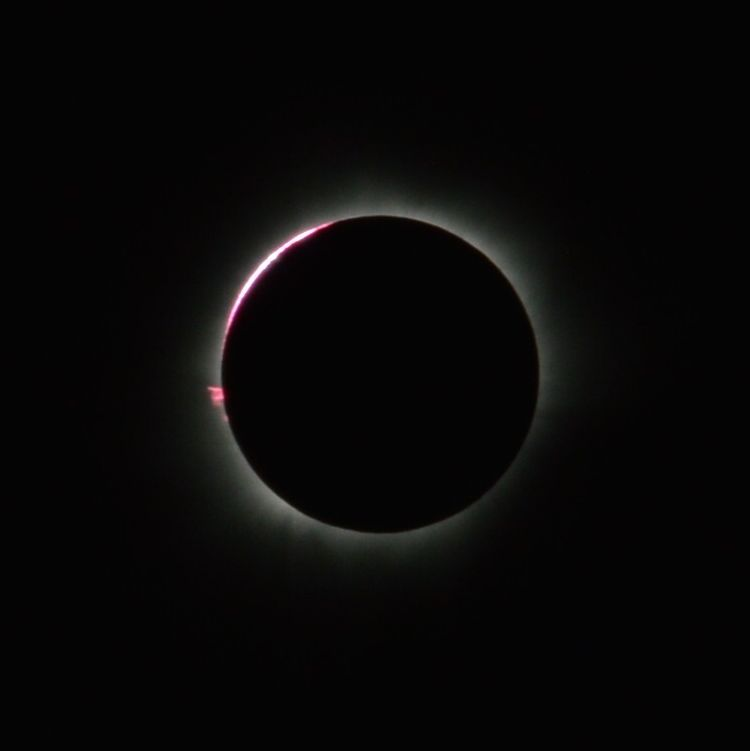
バリクパパンの皆既日食

2016年3月8日から9日にかけて皆既日食が発生した。日付変更線の東では、皆既日食は現地時間の3月8日に見られ、その他の場所では3月9日に見られた。皆既日食は、月の視直径が太陽より大きく、太陽と月の見かけ上の経路が交わって直接の日光が全て遮られる時に発生する。皆既日食は地球表面の狭い経路で見られるが、部分日食はその周囲の幅数千kmの範囲で見られる。2016年3月9日の日食の食分は1.0450で、太平洋地域を横切るように見られた。インド洋で始まり、太平洋北部で終わった。
インドネシアでは中部スラウェシ州やテルナテ島を含む大部分できれいに見ることができたが、皆既日食経路上の最大の都市であるパレンバンでは雲や煙によって隠されてしまった。インドネシアでは、この日食の日は祝日でありバリ島のサカ暦の最後の日であるニュピと重なった。通常、ニュピは静寂の日であり、バリ島のムスリムが日食の日に特別な礼拝に参加するためには、特免状が与えられた。

## 日食の経路
2016年3月9日、インドネシア、ボルネオ島、東南アジアとオーストラリアの大部分を含む太平洋の広範囲で部分日食が目撃された。インドネシアの複数の島々、ミクロネシア連邦の3つの環礁（エアウリピク環礁、ウォレアイ環礁、イファリク環礁）と中部太平洋では皆既日食が見られ、スマトラ島の日の出で始まり、ハワイの北の日没で終了した。東部太平洋では、皆既日食の時間が4分以上も続いた。
インドとネパールの大部分では、日の出の際に部分日食であり、東アジアの大部分では50%以上の部分日食が見られた。
皆既日食の経路上の最大の都市はパレンバンで、ジャカルタから423km、シンガポールから478kmに位置する。
| 都市                                        | 部分食の始まり | 皆既食の始まり | 皆既食の終わり | 部分食の終わり | 時間帯   |
| ------------------------------------------- | -------------- | -------------- | -------------- | -------------- | -------- |
| パレンバン（インドネシア）                  | 06:20:29       | 07:20:48       | 07:22:41       | 08:31:27       | UTC+7h   |
| ジャカルタ（インドネシア）                  | 06:19:51       | 部分食のみ     | 部分食のみ     | 08:43:41       | UTC+7h   |
| パル（インドネシア）                        | 07:27:51       | 08:37:47       | 08:39:52       | 10:00:34       | UTC+8h   |
| テルナテ島（インドネシア）                  | 08:36:03       | 09:51:40       | 09:54:19       | 11:20:50       | UTC+9h   |
| クアラルンプール（マレーシア）              | 07:24:22       | 部分食のみ     | 部分食のみ     | 09:31:00       | UTC+8h   |
| シンガポール                                | 07:23:01       | 部分食のみ     | 部分食のみ     | 09:32:54       | UTC+8h   |
| マニラ（フィリピン）                        | 07:51:14       | 部分食のみ     | 部分食のみ     | 10:14:20       | UTC+8h   |
| バンコク（タイ）                            | 06:39:03       | 部分食のみ     | 部分食のみ     | 08:32:39       | UTC+7h   |
| 最大食（太平洋、4分9秒間）                  | 0:02:41        | 01:55:06       | 01:59:16       | 03:30:25       | UTC      |
| ダーウィン（オーストラリア）                | 09:07:29       | 部分食のみ     | 部分食のみ     | 11:35:00       | UTC+9.5h |
| ヤップ島（ミクロネシア）                    | 10:02:49       | 部分食のみ     | 部分食のみ     | 13:01:48       | UTC+10h  |
| ホノルル（アメリカ合衆国、3月8日）          | 16:36:52       | 部分食のみ     | 部分食のみ     | 18:30:06       | UTC-10h  |
| アラスカ航空870便（ハワイ北1118kmを飛行中） |                | 17:35:00       | 17:37:03       |                | UTC-10h  |

## 地図
|                          | NASAの地球多色撮像カメラで撮影された13枚の画像から作られたアニメーション |
| 東南アジアでの食の経路   |                                                                          |
| インドネシアでの食の経路 |                                                                          |

## ギャラリー

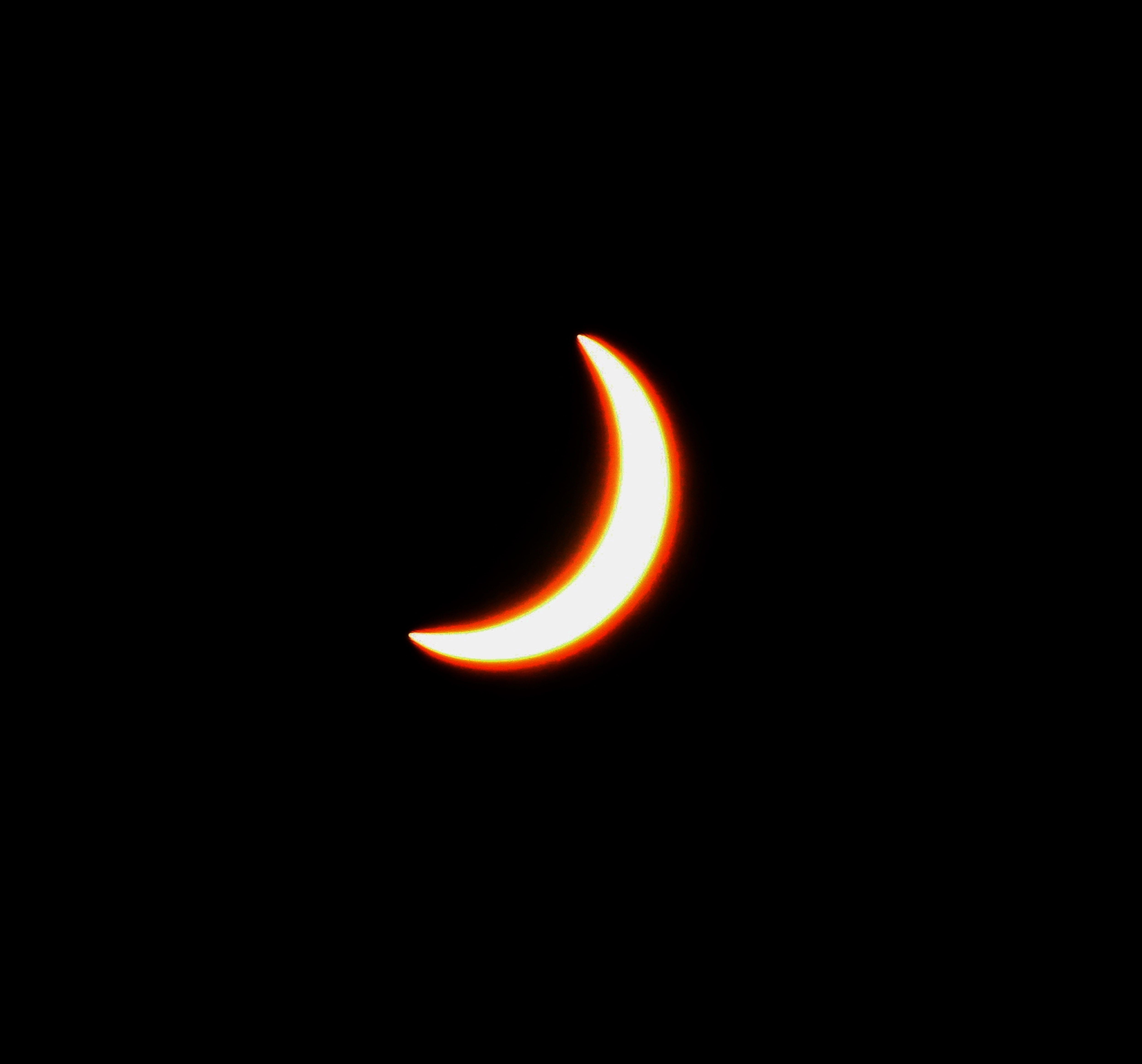
ジャカルタでの部分食（07:23 UTC+7）
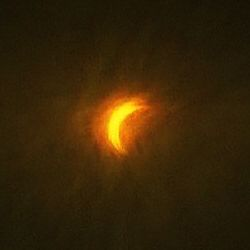
シンガポールでの部分食（08:23 UTC+8）
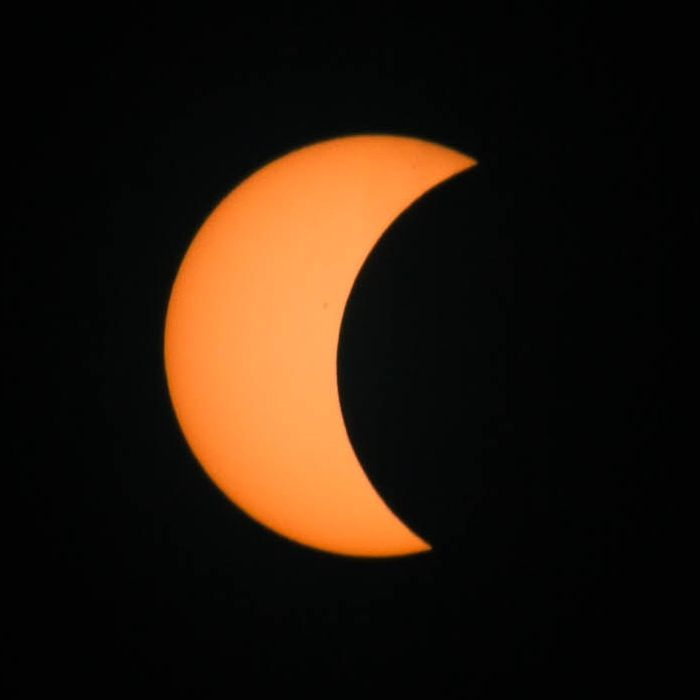
ホーチミンでの部分食（07:26 UTC+7）
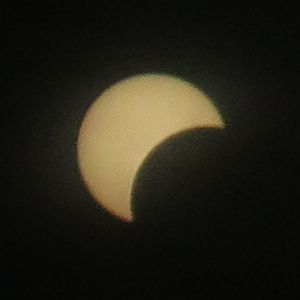
ノンタブリーでの部分食（07:52 UTC+7）
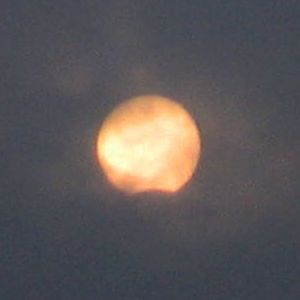
合肥市での部分食（09:40 UTC+8）